# Жукля

Краєвид у селі

Жу́кля — село в Україні, у Холминській селищній громаді Корюківського району Чернігівської області. Населення становить 510 осіб. До 2016 орган місцевого самоврядування — Жуклянська сільська рада.

## Географія
Село розташоване за 40 км від районного центру і залізничної станції Корюківка на лінії Бахмач — Гомель. Висота над рівнем моря — 155 м. Біля села розташований Жуклянський гідрологічний заказник (з 1979 року). Реєстраційний № 9/9-578, площа 99 га, площа охоронної зони 651 га, перебуває у віданні Жуклянської сільської ради. Болотний євтрофний, місцями мезотрофний масив з рядом видів північних болотних бореалів, який має важливе водоохоронне значення.

## Топоніміка
Історичні дослідження К. Тищенка та Д. Чередниченка дають підстави припускати з великою достовірністю, що Жукля (у перекладі з литовської — «рибальське поселення, рибалка, риболовля»), яка стоїть на р. Сістра Чернігівського Полісся, заснована саме литовцями, під час злитовчення до 1500 року, доки територія, де розташоване село, не перейшла від Литви під владу російських князів. Багато поколінь жуклян поряд із іншими прізвищами (Бондаренки, Васильченки, Горові, Кучми, Устименки, Прохоренки, Шавлаки та інші) мають прізвище Литвин.

## Історія
Село Жукля було засноване до початку XVI ст. переселенцями із Литви. Перша згадка про Жуклю — 1616-й рік.
Першими володарями, за літописними свідченнями, є Апостоли. Сучасний дослідник В. М. Горобець повідомляє, що Апостоли походять з відомого волоського роду Апостолів-Катаржі. Павло Апостол (Катаржі), батько майбутнього гетьмана, прагнучи лицарської слави й матеріальних достатків, 1648 року вступив на службу до польського короля Владислава IV. У складі королівського війська брав участь у боях проти трансільванського князя, потім проти шведів у Курляндії. А згодом перейшов під прапори українського магната князя Яреми Вишневецького, і невдовзі — до Війська Запорозького. Досить швидко був зведений на сотницький уряд і нагороджений маєтком Хомутець, що на Миргородщині. Але вже близько 1658 року натрапляємо в документах на згадку про Павла Охрімовича Апостола як про Гадяцького, а згодом — Миргородського полковника, і тоді ж він стає власником невеличких поселень серед лісів північніше Миргорода — Жуклі та Шаболтасівки.
Після смерті Павла Апостола у 1678 році слобідки Жукля та Шаболтасівка переходять у спадок до старшого із трьох синів — Данила Апостола, який у 1682 році був обраний Миргородським полковником, а 1 жовтня 1727 року старшинська рада в Глухові обирає Данила Апостола гетьманом Війська Запорозького. Цієї ж осені новообраний гетьман почав об'їзд Лівобережної України, а заразом і своїх підданих. Перебуваючи у Жуклі Данило Апостол пообіцяв, що побудує Храм Різдва Пресвятої Богородиці.
В «Истории Малороссии» Миколи Маркевича знаходимо, що у 1728 році, коли була побудована гетьманом Данилом Апостолом у селі Жукля перша дерев'яна церква, «жителей в селе 27 дворов, все они были крестьяне Данила Апостола». Побудована народним майстром Андрієм.
У 1734 році після смерті Данила Апостола село переходить у спадок дочці покійного гетьмана Параскевії Данилівні, яка володіла селом недовго, а після її смерті до сина гетьмана Петра Даниловича. У сер. 1760-х рр. з нагоди весілля онуки Петра Даниловича Апостола Марії Данилівни із сотником з Салтикової Дівиці Іваном Яковичем Селецьким, села Жукля та Шаболтасівка переходять у власність роду Селецьких як весільний подарунок. У 1798 році, коли заміж виходила Софія Іванівна Селецька за майора Василя Івановича Синельникова, Жукля переходить у власність Синельникових. Онуки Василя Івановича та Софії Іванівни — Іван Васильович, Микола Васильович та Євдокія Василівна поєдналися шлюбом із представниками древнього шведського роду Комстадіусів. Так, Євдокія Василівна Синельникова у 1830 році вийшла заміж за Августа Федоровича (Фрідріховича) Комстадіуса, який згодом став херсонським губернатором та володарем Жуклі, яка спадком після його смерті перейшла до Євдокії Василівни, а згодом до її дітей: Варвари, Євдокії, Марії, Софії, Федора, Івана та Миколи. 1884 року Євдокія Василівна помирає, на її прохання-заповіт небіжчицю поховали біля церкви Різдва Пресвятої Богородиці, поруч могили її дочки Софії, де їхні останки перебувають і досі.
Протягом жовтня-грудня 1900 року жителі села вели боротьбу за право користуватися земельними ділянками, відрізаними в них під час проведення селянської реформи 1861 року. Найбільшого розмаху вона досягла 16-20 жовтня, коли понад 100 селян змусили працівників економії поміщика Миколи Комстадіуса припинити межові роботи. З новою силою опір селян вибухнув 24 квітня 1901 року. Вони рішуче виступили проти нової спроби перемежувати землю, 30 квітня цей виступ був жорстоко придушений прибулим на місце подій загоном регулярного війська.
Наприкінці XIX століття у Жуклі згоріла дерев'яна церква й Комстадіус пообіцяв селянам збудувати таку церкву, яка не горітиме. І збудував. Для цього були запрошені будівельники із Петербургу. Будівництво велося із 1911 по 1914 роки. 
До 1917 року в селі відбувалося 2 ярмарки на рік, діяв паровий млин та олійниця.
З оповідей старожилів в Жуклі до початку комуністичної окупації існувало жуклинське вище навчальне училище, у якому могли приймати дворян чи заможних дітей. Плата була 280 рублів за рік, ця сума включала вартість харчування, формений одяг та квартирування.
У Національній книзі пам'яті жертв Голодомору 1932—1933 років в Україні перелічено 2 жителів села, що загинули від голоду.
У Другій світовій війні на фронті та у партизанському русі брали участь 230 мешканці села, 167 з яких загинули.
У 1962 році встановлено надгробки на братських могилах мирних жителів, вбитих німцями у 1942 році.
У 1971 році село визнано партизанським.
12 червня 2020 року, відповідно до розпорядження Кабінету Міністрів України № 730-р «Про визначення адміністративних центрів та затвердження територій територіальних громад Чернігівської області», увійшло до складу Холминської селищної громади.
19 липня 2020 року, в результаті адміністративно-територіальної реформи та ліквідації Корюківського району, увійшло до складу новоутвореного Корюківського району Чернігівської області.

## Демографія
За даними сайту Верховної Ради України у Жуклі станом на початок 2012 року мешкає 510 жителів.
| 1866 | 1897 | 1988 | 2012 |
| ---- | ---- | ---- | ---- |
| 572  | 859  | 666  | 510  |
| ▲    | ▲    | ▼    | ▼    |

## Історичні пам'ятки
Поблизу села були знайдені кургани часів Київської Русі.

## Пам'ятки архітектури

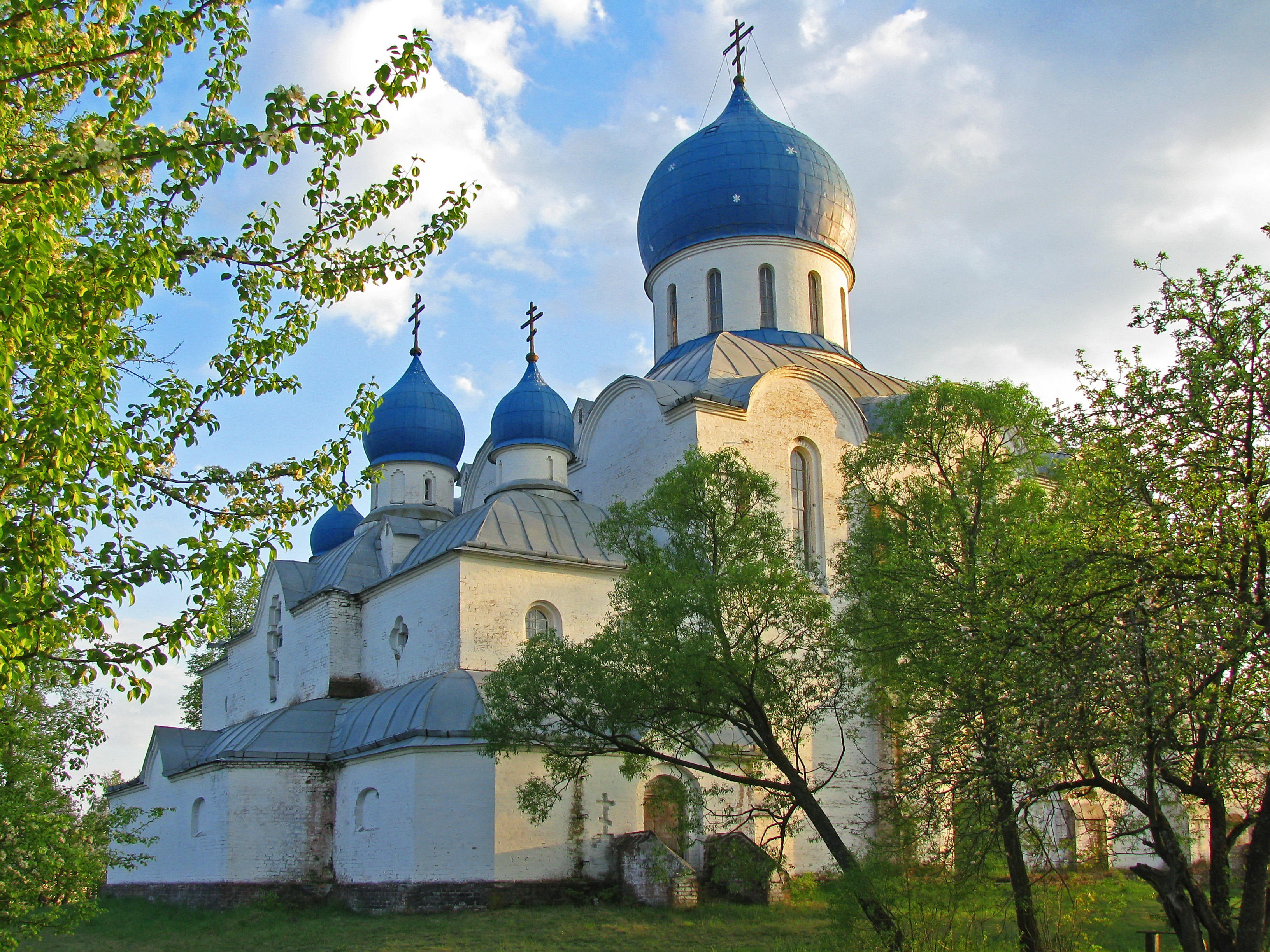
Покровська церква у 2009 році

Покровська церква (1911—1914 рр.) Була зведена у 1911 році на кошти власника Жуклі — Миколи Комстадіуса. «Я побудую вам церкву, яка не горить!» — начебто сказав він землякам, які оплакували недавно згорілу гетьманську дерев'яну церкву. І слово своє стримав.

## Видатні люди
- Смаль Наталія Миколаївна (* 1983) — українська дзюдоїстка.
- Сотниченко Віра Григорівна — українська радянська діячка.
- Устименко Василь Євдокимович — генерал-майор внутрішньої служби, державний службовець 2-го рангу. Створив і очолював Урядовий військово-кур'єрський зв'язок та Службу дипломатичних кур'єрів України. Працював коло витоків створення державної служби і Національного бюро розслідувань України. Автор книг про місцеву історію.